# NGC 3004
NGC 3004 – gwiazda o jasności obserwowanej 16,5m znajdująca się w gwiazdozbiorze Wielkiej Niedźwiedzicy. Zaobserwował ją Bindon Stoney (asystent Williama Parsonsa) 25 stycznia 1851 roku i błędnie uznał za obiekt typu „mgławicowego”.